# Jelena Vorozjtsova
Jelena Viktorovna Vorozjtsova (Russisch: Елена Викторовна Ворожцова) (Wolgograd, 31 maart 1983) is een Russisch basketbalspeelster en coach die uitkwam voor verschillende teams in Rusland. Ze werd Meester in de sport van Rusland.

## Carrière
Vorozjtsova begon haar carrière in 1997 bij Nadezjda Wolgograd. Toen Nadezjda Wolgograd stopte in 2003 ging Vorozjtsova spelen voor Viktoria Saratov. Met deze club werd ze tweede om het Landskampioen van Rusland B divisie in 2004. In 2005 ging ze naar Dinamo-Energia Novosibirsk. In 2007 ging ze spelen voor Spartak SHVSM Efes. In 2013 verhuisd ze naar Energia Ivanovo. In 2016 ging ze spelen voor Tsjevakata Vologda. In 2017 stapte ze over naar Kazanotsjka Kazan. Met deze club werd ze tweede om het Landskampioen van Rusland B divisie in 2019. In 2019 keerde ze terug als speler/assistent-coach bij Dinamo-Energia Ivanovo.
Als assistent-coach begon Vorozjtsova onder hoofdcoach Vadim Ivanov bij Dinamo-Energia Ivanovo in 2019. In 2020 veranderde de naam van de club in Energia Ivanovo en werd Vorozjtsova de hoofdcoach.

## Erelijst
- Landskampioen Rusland: (B divisie)
  - Tweede: 2004, 2019